# Fossby
Fossby este o localitate situată în partea de sud-est a Norvegiei în comuna Aremark din provincia Østfold. Este localitatea de reședință a comunei. 